# Вуменомика
Вуменомика (англ. Womenomics) — термин, использующийся для описания одного из направлений внутренней политики Японии, закрепленного в новой стратегии экономического развития от 2014 года. Термин происходит от названия книги американской и британской журналисток Клэр Шипман и Кэтти Кей «Womenomics».
Вуменомика является одним из приоритетных направлений в рамках «абэномики» - современной стратегии экономического роста, предложенной действующим премьер-министром Японии Синдзо Абэ - «третьей стрелой». На сегодняшний день в Японии процент работающих женщин считается одним из наиболее низких в списке развитых стран. По глобальному индексу гендерного разрыва (Global Gender Gap Index) от 2015 г. Япония занимает 101 место. На фоне этого, новая концепция предполагает введение ряда законопроектов, направленных на участие женщин в политической и экономической жизни страны. Кроме того, в концепцию входит защита интересов женщин в период вооруженных конфликтов, поддержка материнства, социальные льготы для работающих матерей.

## Концепция

### Значение новой стратегии
По глобальному индексу гендерного разрыва (Global Gender Gap Index) от 2015 года Япония занимает 101 место, что является одним из самых низких показателей гендерного разрыва среди развитых стран и самым низким показателем среди группы стран Большой Семерки (G7). Также Японская экономика переживает период стагнации. По мнению экспертов, привлечение женщин к работе в крупных компаниях, в том числе и на руководящих постах, может увеличить ВВП страны почти на 13%. На фоне этих процессов, правительство Японии, под председательством премьер-министра Синдзо Абэ, ведет политику активной финансовой поддержки женщин. По данным банка Goldman Sachs, к февралю 2017 года количество работающих женщин в Японии выросло до 66%, что является рекордным показателем.

### История
- В 2012 году Синдзо Абэ вернулся на срок премьер-министра Японии.

- В 2013 г. японское правительство выделило 300 млрд. йен на повышение статуса женщины в японском обществе.

- 22 января 2014 г. на Всемирном экономическом форуме в Швейцарии Синдзо Абэ отметил низкий процент занятости японских женщин и заявил о намерении к 2020 году повысить до 30% количество женщин-руководителей в японских компаниях.

- В июне 2014 г. японское правительство обнародовало новую стратегию экономического роста, включив в нее женщин, как основной неиспользованный рабочий ресурс[1].

- 25 сентября 2014 г. на 69-й сессии Генеральной Ассамблеи ООН Синдзо Абэ заявил о разработке нескольких проектов в поддержку участия женщин в экономике[2].

- В августе 2015 г. на Всемирной ассамблее женщин в Токио Синдзо Абэ объявил о намерении бороться со стагнацией японской экономики с помощью женщин[3].

- В августе 2016 года японское правительство установило бюджет поддержки новой программы. Было одобрено, что еще 28 трлн. йен пойдет на увеличение пенсионных пособий, стипендий, строительство детских садов.

- 21 сентября 2016 г. премьер-министр Японии Синдзо Абэ выступил на 71-й сессии Генеральной Ассамблеи ООН с новой концепцией активизации национальной экономики при активном участии женской части населения[4].

## Реализация программы
- Увеличение количества детских садов. Из-за нехватки дневных дошкольных воспитательных учреждений японские женщины не могут занимать должности, предполагающие полную занятость. В противовес этому активно поощряется строительство частных детских садов при крупных компаниях. Государство субсидирует подобные инициативы. Кроме того, к 2017 году правительство планирует построить учреждения для более чем 500 000 детей[5].

- Мониторинг гендерной ситуации в японских компаниях. Предприятия информируют правительство о количестве женщин на руководящих должностях[5].

- Финансовая поддержка работающих матерей. Правительство увели-чивает размер выплат пособий по уходу за ребенком для женщин. Среди развитых стран в Японии самые высокие пособия.

- Участие частного сектора. Федерация экономических организаций (Ниппон Кэйданрэн) Японии выступила инициатором создания плана продвижения женщин на более высокие должности в компаниях.

- Женщины в политике. В 2016 г. Палата представителей японского парламента насчитывает 9,5%, что является незначительным улучшением показателей 2008 г. (9,4%). В Палате советников на конец 2016 г. находится 20,7% женщин-депутатов. (18,2% в 2008 г.). Кроме того, с 3 августа 2016 г. министром обороны Японии является член Либерально-демократической партии г-жа Томоми Инада. Также на политической арене больших успехов добилась Коикэ Юрико, которая стала первой женщиной-губернатором Токио 31 июля 2016 г.[6]

- Образование. Финансовая поддержка участия японских женщин в международных образовательных программах, направленных на подготовку управленческих кадров. Бесплатное обучение женщин в японских и международных бизнес-школах[5].

## Критика
Директор Института социальной политики ГУ ВШЭ Сергей Смирнов: 

Идея куда глубже, чем кажется. Доказано, что усиление роли женщины способствует стабильности в обществе, а в нынешнем мире это необходимо. Кроме того, не надо забывать и о выборах — женщины-избирательницы активнее мужчин...
Японист Андрей Фесюн: 

Каждый новый премьер в этой стране стремится отметиться оригинальной идеей. Абэ уже рассказал про «вуменомику» у себя, заявив, что сегодня в ооновском рейтинге положения женщин по всему миру Япония занимает одно из последних мест и что с этим надо что-то делать. Теперь с трибуны Генассамблеи его идея прозвучит по всему миру. Это привлечет внимание к самой инициативе, а также к личности премьера, и заодно позволит набрать голоса избирательниц в стране...
Бывший посол в Токио и бывший замминистра иностранных дел РФ Александр Панов: 

Страна хочет вновь набрать политический вес, в последние десятилетия во многом утраченный из-за проблем в экономике и растущего влияния Китая. Поэтому решили, что надо больше участвовать в международных программах...